# Ouled Antar
Ouled Antar è un comune dell'Algeria, situato nella provincia di Médéa.